# Problème des quatre cubes
Le problème des quatre cubes consiste à demander si tout entier relatif est la somme de quatre cubes d'entiers relatifs.
En faisant X = T, Y = T, Z = - T + 1 dans l'identité
{\displaystyle \qquad (X+Y+Z)^{3}-X^{3}-Y^{3}-Z^{3}=3(X+Y)(X+Z)(Y+Z),}
on obtient l'identité 
{\displaystyle \qquad (T+1)^{3}+(-T)^{3}+(-T)^{3}+(T-1)^{3}=6T,}
qui montre que dans tout anneau, tout multiple de 6 (si on entend par là un élément de cet anneau de la forme 6a, a étant lui-même un élément de l'anneau) est somme de quatre cubes.
Puisque tout entier relatif est congru dans ℤ à son propre cube modulo 6, il en résulte que tout entier relatif est la somme de cinq cubes d'entiers relatifs.
Selon une conjecture encore ouverte, tout entier relatif serait la somme de quatre cubes d'entiers relatifs.
En 1966, V. A. Demjanenko a prouvé que tout entier relatif qui n'est congru ni à 4 ni à - 4 modulo 9 est la somme de quatre cubes d'entiers relatifs. Pour cela, il a notamment utilisé les identités suivantes :
{\displaystyle \qquad 6x=(x+1)^{3}+(x-1)^{3}-x^{3}-x^{3},}
{\displaystyle \qquad 6x+3=x^{3}+(-x+4)^{3}+(2x-5)^{3}+(-2x+4)^{3},}
{\displaystyle \qquad 18x+1=(2x+14)^{3}+(-2x-23)^{3}+(-3x-26)^{3}+(3x+30)^{3},}
{\displaystyle \qquad 18x+7=(x+2)^{3}+(6x-1)^{3}+(8x-2)^{3}+(-9x+2)^{3},}
{\displaystyle \qquad 18x+8=(x-5)^{3}+(-x+14)^{3}+(-3x+29)^{3}+(3x-30)^{3}.}
Ces identités (et celles qu'on en tire par passage aux opposés) montrent immédiatement que tout entier relatif qui n'est congru ni à 4 ni à -4 modulo 9 et n'est congru ni à 2 ni à -2 modulo 18 est somme de quatre cubes d'entiers relatifs. À l'aide de raisonnements plus subtils, Demjanenko a prouvé que les entiers relatifs congrus à 2 ou à - 2 modulo 18 sont eux aussi sommes de quatre cubes d'entiers relatifs.
Le problème ne se pose donc plus que pour les entiers relatifs congrus à 4 ou à -4 modulo 9. On a par exemple
{\displaystyle \qquad 13=10^{3}+7^{3}+1^{3}+(-11)^{3}.}